# Фонтан со скульптурой (Пушкин)

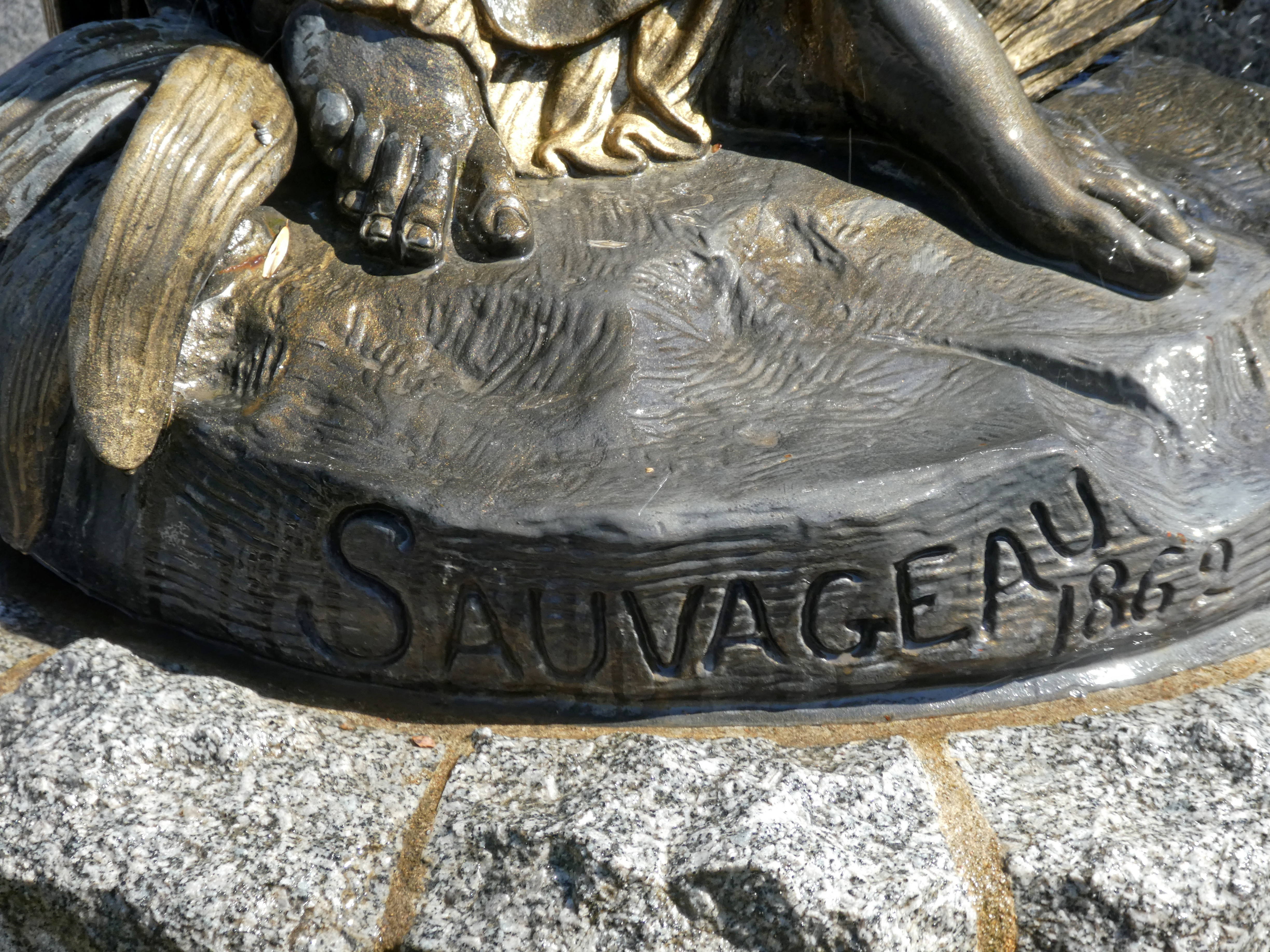
Фамилия автора и дата на постаменте скульптуры

Фонта́н со скульпту́рой (известен также под названиями «Фло́ра» и «Боги́ня плодоро́дия») — историческое сооружение в городе Пушкине, восстановленный фонтан. Находится в сквере на пересечении Академического проспекта и Дворцовой улицы. Выявленный объект культурного наследия России.

## История
Долгое время единственным источником данных о происхождении скульптуры была воспроизводимая в различных источниках факсимильная заметка из пушкинской газеты «Вперед!» за 1953 или 1954 год, где говорилось об установке этого фонтана в сквере на улице Васенко (нынешней Дворцовой) перед главным входом в Сельскохозяйственный институт. В этой же заметке фонтанная скульптура была названа «Богиней плодородия», что тоже впоследствии цитировалось во многих источниках. Иногда скульптуру называли также «Флорой». Считалось, что она была изготовлена в 1856 году на заводе Франца Сан-Галли по рисунку некоего Савкаля (фамилия воспроизводилась по полустертой надписи на постаменте скульптуры). Несмотря на то, что фонтан располагается на участке, который формально относится к территории Александровского парка (объекта культурного наследия федерального значения), сооружение не охранялось государством и постепенно разрушалось.
В 2014 году фонтан был передан в хозяйственное ведение ГУП «Водоканал Санкт-Петербурга». В мае 2015 года распоряжением КГИОП № 10-212 он был признан выявленным объектом культурного наследия. Во второй половине 2015 года была проведена историко-культурная экспертиза. В результате обследования экспертизой было установлено, что, согласно надписи на постаменте, скульптура датирована 1862 годом; по этой же надписи было также уточнено имя создателя скульптуры — им оказался французский скульптор Луи Соважо́ (фр. Louis Sauvageau).
В 2019 году фонтан в Пушкине был включен в общегородскую программу возрождения фонтанов Санкт-Петербурга. В 2020 году КГИОП согласовал проектную документацию на восстановление фонтана. В результате проведения новой историко-культурной экспертизы было установлено, что первоначально фонтанная скульптура находилась в агроботаническом саду Сельскохозяйственного музея в Соляном городке, что зафиксировано на архивных фотографиях, и была перевезена в Пушкин после войны в связи с переводом туда Сельскохозяйственного института и закрытием Сельскохозяйственного музея. По каталогам французской художественной литейной фабрики Валь д’Осн, где была изготовлена скульптура, установлено также её официальное название «La Source» («Источник»).
В 2020 году фонтан был отреставрирован с заменой чаши и подключением к инженерным коммуникациям. Запуск фонтана состоялся в начале мая 2021 года.

## Описание
Скульптура фонтана изображает босоногую девушку в хитоне и ожерелье из раковин, держащую в руках амфору-водомет. Постамент статуи включает скульптурное изображение больших листьев водорослей и рогоза. Скульптура выполнена из литого чугуна, она имеет натурную датировку «1862» на кромке металлического постамента; там же помещена надпись «Sauvageau», обозначающая фамилию автора.
Распространённое название фонтана «Флора» или «Богиня плодородия» признано экспертизой ошибочным, поскольку никаких традиционных атрибутов, фигурирующих на изображениях Флоры или Деметры (рог изобилия, венки из цветов и веток с плодами), статуя не имеет. Название модели в каталоге фабрики Валь д’Осн и устоявшееся во французском изобразительном искусстве аллегорическое изображение источника жизни («нимфа источника»), указывают скорее на то, что авторской идеей было изображение именно речной нимфы или же русалки-Ундины. Аналогичная статуя, которая находится в ботаническом саду Рио-де-Жанейро, носит название «Богиня Фетида» (Deusa Thetis).
Также фонтанные статуи, отлитые по той же модели, установлены в Буэнос-Айресе, в Монтевидео, в ряде коммун Франции (Лиму, Клермон л’Эро, Сен-Жерве-ле-Бен) и в некоторых других локациях.